# Афинаида (дочь Герода Аттика)
Марсия Анния Клаудия Алсия Афинаис Гавидия Латиария (греч. Μαρκία Κλαυδία Άλκία Άθηναΐς Γαβιδία Λατιαρία), известная как Афинаида (др.греч. Αθηναΐς); 143 — 161) — римская аристократка. Дочь Герода Аттика.
Представительница римской знати греко-афинского и итало-римского происхождения, жившая в Римской империи. Родилась в знатной и очень богатой семье консульского ранга, была второй дочерью афинского сенатора, софиста Герода Аттика и римской аристократки, влиятельной дворянки Аспазии Аннии Регины.
Родители Афинаиды обручили её с афинским аристократом по имени Луций Вибуллий Руф. Луций Вибуллий Руф и Афинаида были троюродными братьями по отцовской линии. Луций Вибуллий Руф ранее был женат и имел по крайней мере одного сына по имени Луций Вибуллий. Луций Вибуллий был усыновлён. Иродом Аттиком как его сын где-то после 160 г. и был известен как Луций Вибуллий Клавдий Ирод.